# Владимир Сигачов
Владимир Сигачов (на руски: Сигачёв, Владимир Николаевич) е руски музикант, най-известен като клавирист и съосновател на група ДДТ.

## Биография
Роден е на 19 март 1958 г. в град Уфа, Башкортостан. През 1980 г. заедно с Юрий Шевчук създават група ДДТ, като името е прието по предложение на Сигачов. Групата записва първия си албум „ДДТ-1“ в домашна обстановка, като в него влиза песента на Сигачов „Рыба“. През 1982 г. групата е наградена на конкурса „Золотой камертон“ за песента „Не стреляй!“.
В периода 1983 – 1984 г. Сигачов паралелно свири с групите Круиз и Рок сентябрь. Владимир участва и в албумите на ДДТ „Свинья на радуге“, „Компромисс“ и „Время“. Известни песни на групата, композирани от Сигачов, са „Три кошки“, „Псалм“, „Привет М“.
През 1985 г. под натиска на КГБ групата е принудена да напуска Башкирия. Сигачов живее известно време в Ленинград, преди да се установи в Москва. В столицата Владимир създава своята група Небо и земля. През 1987 г. формацията записва първия си албум „Шесть часов вечера“ в стил пост пънк. От 1988 г. Небо и земля е част от Московската рок лаборатория и редовен участник във фестивалите на организацията. За краткото си съществуване групата записва 4 албума. През 1991 г. Небо и земля се разпада, а Сигачов емигрира в Холандия, а през 1993 г. се завръща в Москва.
През 1993 г. Сигачов изчезва безследно. Според версиия музикантът е убит от бандити заради неизплатени дългове. Според бившия барабанист на Небо и земля Андрей Кобец Сигачов е живял седмица в таванското помещение на Кобец, като се е укривал от някого. Според други източници Владимир умира през 2000 или 2001 г. в болница номер 10 в Москва. Въпреки това смъртта не е регистрирана и до днес музикантът се води за безследно изчезнал.
Музикантът е търсен в телевизионното предаване „Жди меня“ (Чакай ме). Според информацията в сайта на предаването Сигачов се е занимавал с продажба на сувенири на улица „Арбат“ в Москва в периода 2001 – 2004 г. Пак в сайта по-късно е отбелязано „Намерен“
На Сигачов е посветен албумът на ДДТ „Пропавший без вести“.

## Дискография

### ДДТ
- 1981 – ДДТ-1
- 1982 – Свинья на радуге
- 1983 – Компромисс
- 1985 – Время (Иван Иванович Умер)

### Небо и Земля
- 1987 – „Шесть часов вечера“
- 1988 – „Искусственные органы“
- 1989 – „Панки по жизни“
- 1989 – „Музыка ха-ба“